# Citi Zēni
Citi Zēni es una banda musical letona formada en Riga en 2020 por Jānis Pētersons, Dagnis Roziņš, Reinis Višķeris, Krišjānis Ozols, Roberts Memmēns y Toms Kagainis.

## Historia
Citi Zēni fue formada en marzo de 2020 y comenzó a lanzar sencillos y a participar en festivales de verano desde el mismo año. Eligieron el nombre a partir de un juego de palabras: si en letón significa "los otros chicos", también hay una asonancia con el término inglés citizens (en español: ciudadanos). En 2021, lanzaron su álbum debut Suņi iziet ielās, interpretado íntegramente en letón, cuyo éxito les otorgó tres nominaciones al Zelta Mikrofons, el principal reconocimiento musical de Letonia.
En enero de 2022, se anunció la participación de Citi Zēni en la edición anual de Supernova, el programa de selección del representante de Letonia en el Festival de la Canción de Eurovisión. Su canción Eat Your Salad pronto se volvió viral en TikTok, obteniendo 30 millones de visitas en la plataforma en menos de un mes. En la final de Supernova del 12 de febrero, gracias al voto del jurado y del público, ganaron la competición convirtiéndose por derecho en los representantes de Letonia en Eurovisión, celebrado en Turín.

## Miembros
- Janis Petersons - voz
- Dagnis Roziņš - voz, saxofón
- Reinis Višķeris - teclado
- Krišjānis Ozols - guitarra
- Roberts Memmēns - bajo eléctrico
- Toms Kagainis - batería

## Discografía

### Álbumes de estudio
- 2021 - Suņi iziet ielās

### Sencillos
- 2020 - Vienmēr kavēju
- 2020 - Paradi kas tas ir
- 2021 - Suņi iziet ielās
- 2021 - Skaistās kājas
- 2022 - Eat Your Salad